# Parafia Podwyższenia Krzyża Świętego w Płazie
Parafia Podwyższenia Krzyża Świętego w Płazie – parafia rzymskokatolicka, znajdująca się w archidiecezji krakowskiej, w dekanacie Chrzanów. W parafii posługują księża diecezjalni. Według stanu na luty 2020, proboszczem parafii był ks. Grzegorz Łopatka.
Parafia została po raz pierwszy wzmiankowana w 1376 roku. Leżała na terenie dekanatu nowogórskiego. W czasach Jana Długosza podlegała dekanatowi sławkowsko-bytomskiemu. W XVI stuleciu ponownie w dekanacie nowogórskim.